# سفارة روسيا في أستراليا
سفارة روسيا في أستراليا هي أرفع تمثيل دبلوماسي لدولة روسيا لدى أستراليا. تقع السفارة في كانبرا وهي تهدف لتعزيز المصالح الروسية في أستراليا.

## وصلات خارجية
- الموقع الرسمي
- قائمة سفارات روسيا
- قائمة السفارات في أستراليا